# Sarcophaga vadoni
Sarcophaga vadoni är en tvåvingeart som beskrevs av Zumpt 1969. Sarcophaga vadoni ingår i släktet Sarcophaga och familjen köttflugor.
Artens utbredningsområde är Madagaskar. Inga underarter finns listade i Catalogue of Life.